# Radu XI Iliaș
Radu XI Iliaș est prince de Valachie en 1632.
Fils d'Alexandru IV Iliaș, il est prince de Valachie de juillet à septembre 1632. Il épouse Stanca Brâncoveanu la fille de Constantin Brâncoveanu.